# St. Remigius (Merdingen)

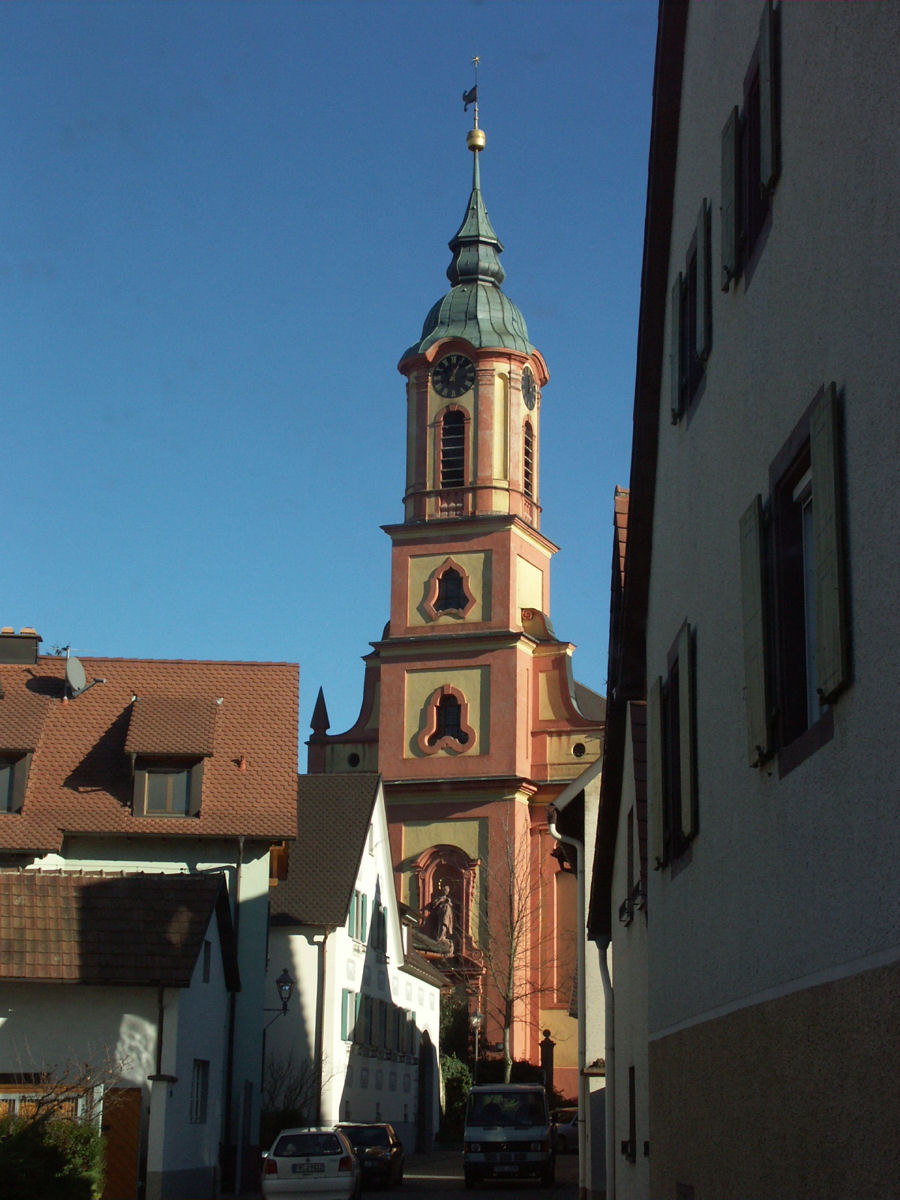
St. Remigius im dicht bebauten Ortskern

St. Remigius ist die römisch-katholische Pfarrkirche der Gemeinde Merdingen, westlich von Freiburg im Breisgau am Tuniberg gelegen. Die Pfarrei gehört zur Seelsorgeeinheit Breisach-Merdingen des Erzbistums Freiburg. Die Kirche ist besonders von dem ein halbes Jahrhundert in Merdingen lebenden Lehrer und Kunsthistoriker Hermann Brommer erforscht worden. Sie ist im Stil des späten Barock und des Rokoko errichtet.
Die Kirche wurde von der Denkmalstiftung Baden-Württemberg zum „Denkmal des Monats Juli 2006“ ernannt.

## Geschichte
Eine Kirche in Merdingen ist erstmals 1139 erwähnt. Sie gehörte damals dem Hochstift Basel. 1346 gelangte sie an den Deutschen Orden und unterstand dessen Kommende in Freiburg im Breisgau, bis sie mitsamt dem Ort bei der Säkularisation 1806 an das Großherzogtum Baden fiel.

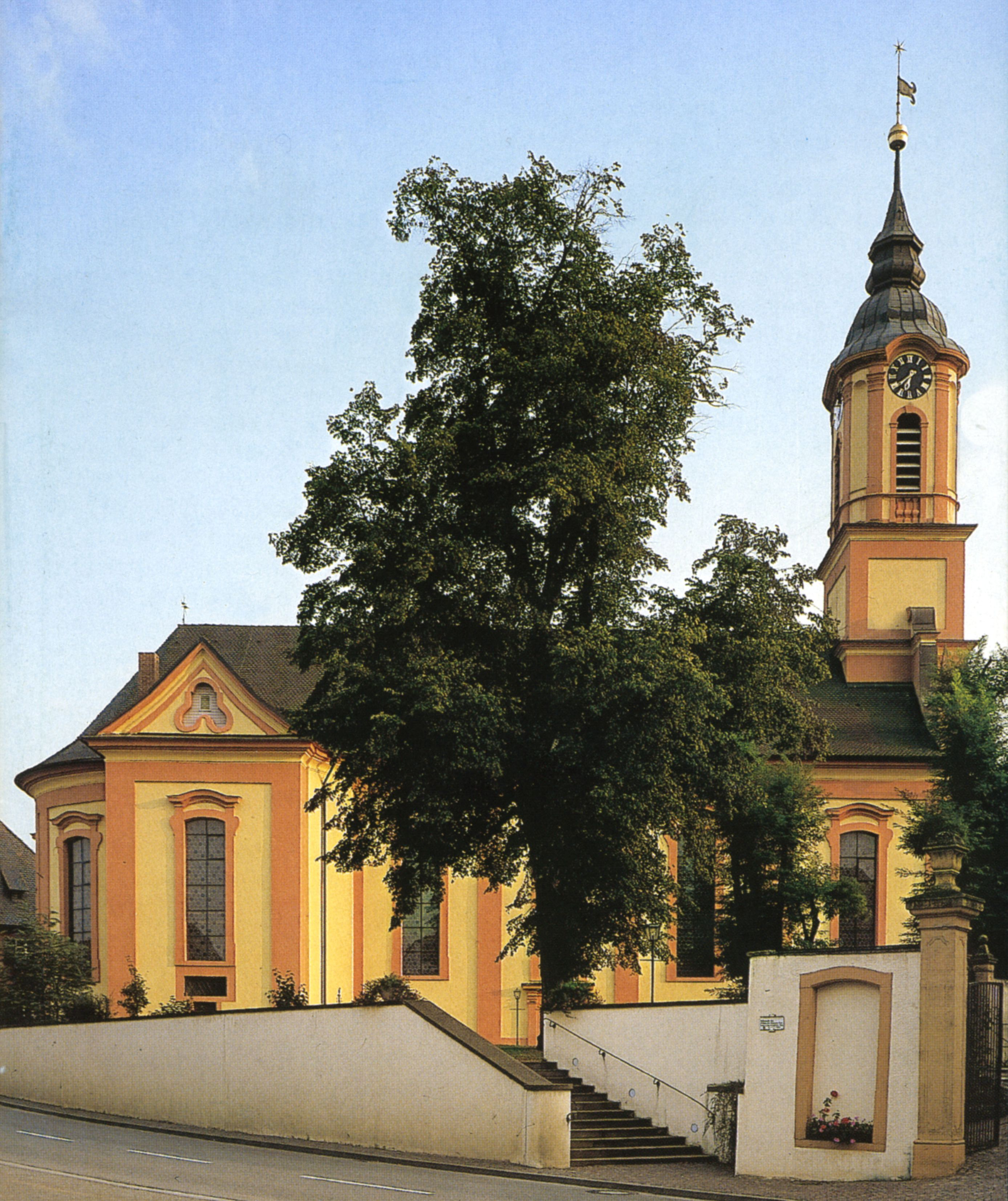
St. Remigius von Norden

Im beginnenden 18. Jahrhundert war die Kirche baufällig. Ein Gewitter versetzte sie „letztlich in Anno 1737 in einen irreparablen Stand“. Die Baupflicht für den Chor lag beim Deutschen Orden, für Langhaus und Turm bei der Gemeinde. Die Gemeinde überließ das Bauvorhaben dem Deutschen Orden, der Johann Caspar Bagnato mit Planung und Ausführung betraute, den Baudirektor der Deutschordensballei Elsass-Burgund. 1738 wurde die alte Kirche abgerissen, am 1. Oktober 1740 fand in der neuen der erste Gottesdienst statt. So konnte am 7. Oktober 1990 „das 250jährige Baujubiläum der ehemaligen Merdinger Deutschordens-Pfarrkirche – auf den Sonntag genau – <...> in der Form eines Festgottesdienstes <...> gefeiert“ werden. Bagnato erbaute 1754 auch ein neues Pfarrhaus in den Ausmaßen eines Herrenhauses. Pfarrer zur Zeit der Erbauung war Franz Carl Joachim (* 1699 in Freiburg; † 1772 in Merdingen), der sich an der Finanzierung beteiligte.
Eine erste Restaurierung leitete 1778 Johann Caspar Bagnatos Sohn Franz Anton Bagnato. 1811 wurde der Friedhof von der Umgebung der Kirche an den Ortsrand verlegt; Pfarrer Joachims Grab blieb aber erhalten. 1901 wurden die Deckenbilder gemäß dem Zeitgeschmack weiß überstrichen. 1964 und 1978 wurde die Kirche restauriert, 1979 bis 1980 der Kirchplatz neu gestaltet, 1987 bis 1988 das Pfarrhaus restauriert. Die jüngste Restaurierung erfolgte 2005 bis 2006.

## Gebäude
Die Kirche leuchtet in warmen Gelb- und Rottönen auf dem erhöhten ehemaligen Friedhof inmitten des dicht bebauten Ortskerns. Der Blick von Norden ist durch den Abbruch der barocken Straßenmauer beeinträchtigt. An den einschiffigen Saal von vier Fensterachsen schließt sich ein Chor mit halbrunder Apsis sowie Nebenräumen im Norden und Süden, die mit ihren die Traufe des Langhauses überragenden Giebeln von außen wie ein Querhaus wirken. In die Mitte der Westwand ist der Turm eingebunden.

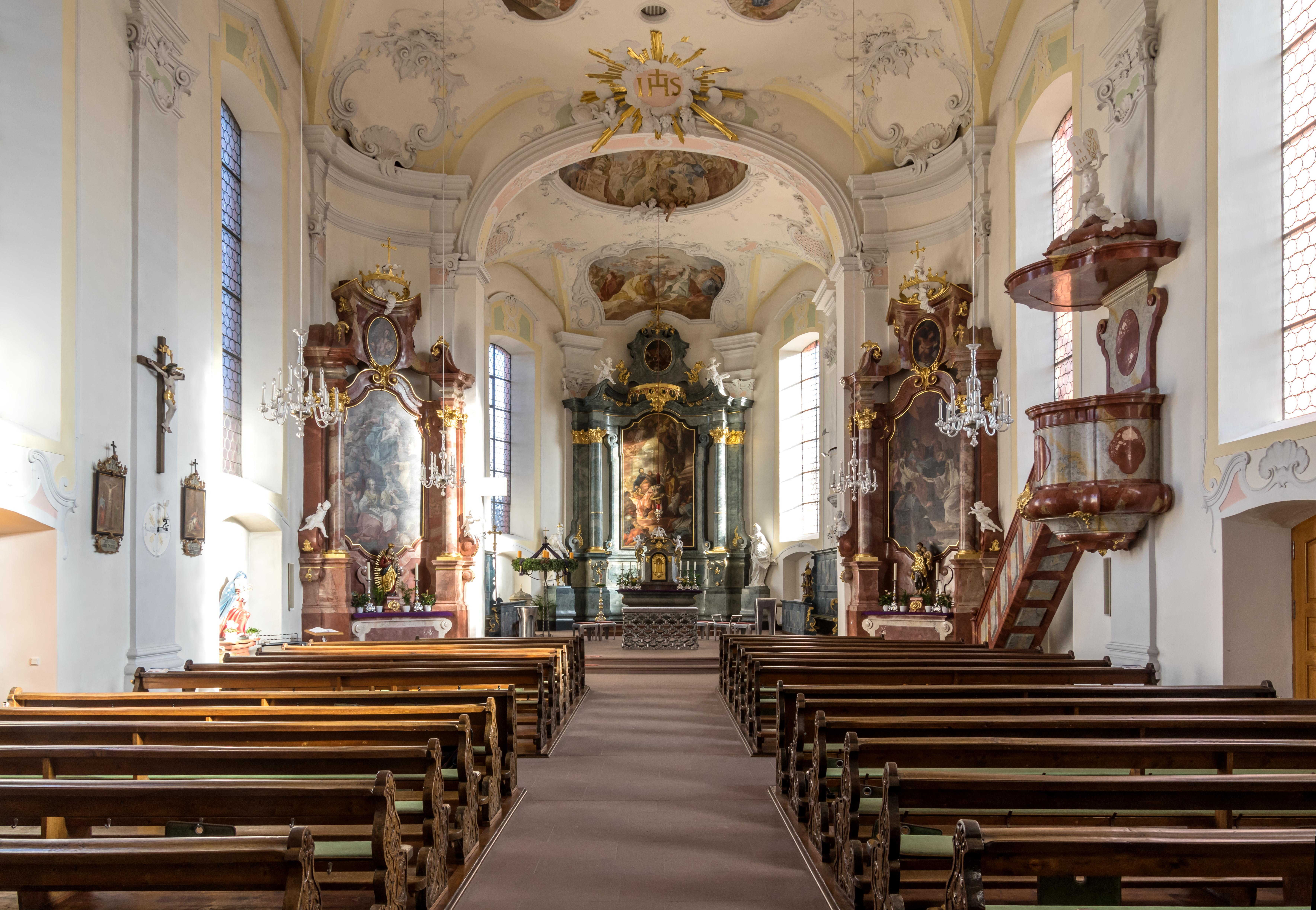
Blick zum Chor

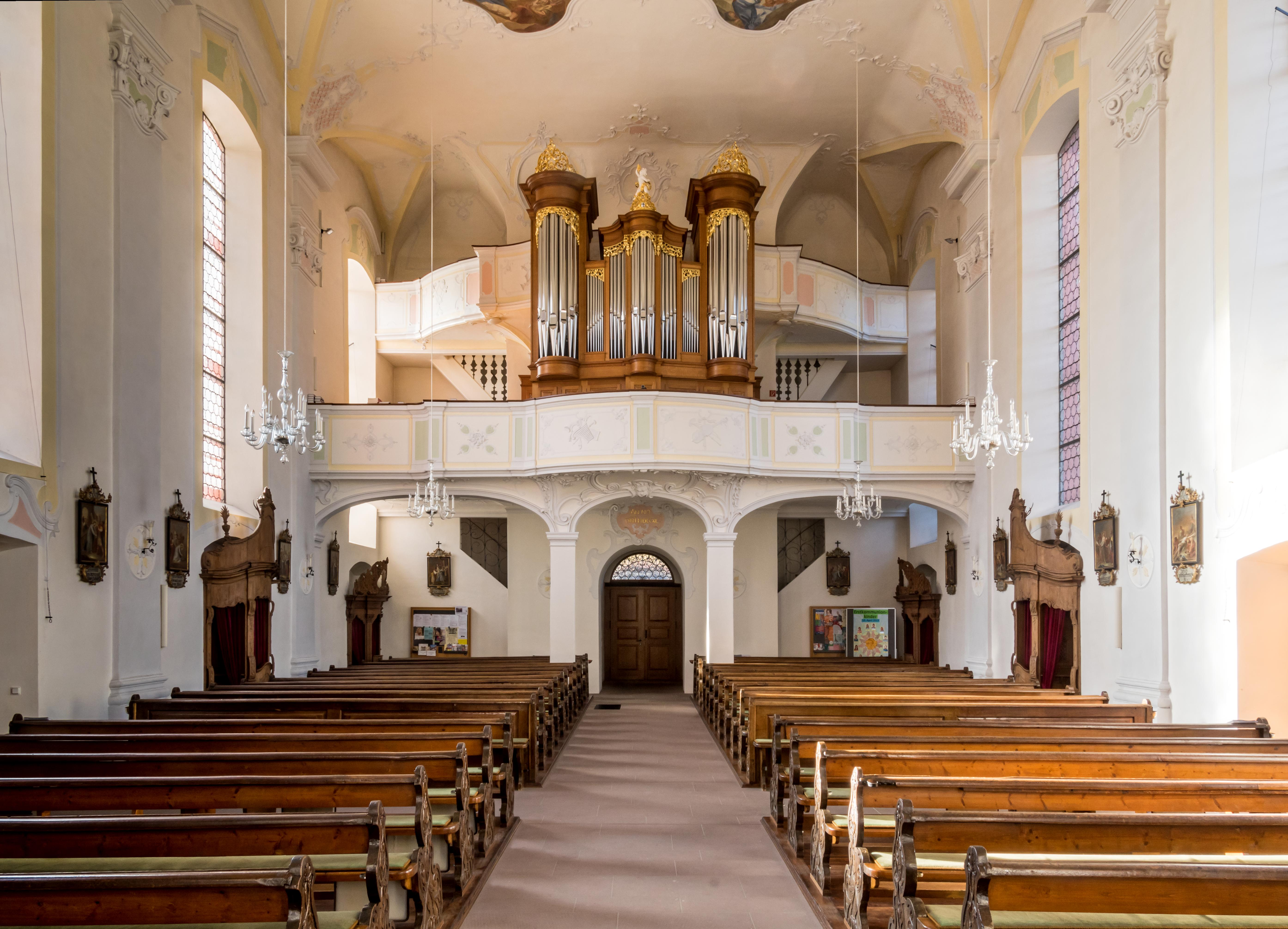
Blick zu den Westemporen

Die Westfassade wird durch den Turm dreigeteilt. Die Fläche über dem Portal wird durch eine große Figurennische, die Seitenteile werden durch Blendfenster belebt. Der Turm überragt die Fassade in drei weiteren, sich jeweils verjüngenden Geschossen, das Glockengeschoss achtseitig mit verschliffenen Ecken, toskanischen Pilastern und einer „welschen Haube“. Die Außenwände von Langhaus und Chor sind durch Sockel, Pilaster und ein Gesims unter der Traufe gegliedert. Die stichbogigen Fenstergewände werden von geschwungenen Gesimsstücken überfangen. Die Dekorationsformen waren damals für den Breisgau neu. Brommer urteilt, die bizarren Fenster im Turm und die geschlossenen Giebel der Choranbauten zeigten nicht nur des Baumeisters Freude am schmückenden Beiwerk, sondern auch ein Spiel mit Formen, das im Detail wenig Rücksicht auf tektonische Zusammenhänge nehme. Die beiden Seitenportale sind unscheinbar.
Schon Franz Xaver Kraus rühmte 1904 die Innenwirkung. Der Gesamteindruck ist reich, festlich, heiter. Flache Wandpilaster mit Kapitellen und hohen Gebälkstücken darüber wechseln mit den Fenstern und sind wie diese abwechselnd stichbogig und dreieckig überdacht. Stichkappen schneiden in die Spiegeldecke, deren Mitte sich zu einer flachen ovalen Kuppel emporwölbt. Der nach innen vorspringende Turm trägt zwei Emporen übereinander, die untere weiter in den Raum vorschwingend als die obere. Der Winkel zwischen den Langhauswänden und dem korbbogigen Triumphbogen ist konkav ausgemuldet. Mit den beiden Seitenaltären vor diesen Eckmulden und den Gebälkstücken darüber erreichte Bagnato einen fließenden Übergang zum Chorraum. Auch der Chor ist von einer flachen Kuppel überhöht. Seitlich öffnen sich über den Sakristeitüren Loggien für die Ortsherrschaft mit vorschwingenden Brüstungen.

## Ausstattung
In der Nische über dem Westportal steht Maria als die unbefleckt Empfangene, geschaffen von Johann Christian Wentzinger, „ein Kunstwerk von makelloser Schönheit“. Über die Innenausstattung schreibt der Kunsthistoriker Hans Martin Gubler (* 1939) in seiner großen Bagnato-Monographie, sie wirke, „obwohl farbenreich, integriert und unaufdinglich. <...> Stuck und Deckenmalerei bestätigen diese dienende Funktion der Ausstattung: nicht überschäumend und optisch dominierend, sondern bewußt eingeschränkt und dem Konzept des Raumes unterworfen, diesen in seinen Hauptlinien ausdeutend: so in der Unterstützung bzw. Konstituierung leichter Zentralisierungstendenzen.“ Die Einzelformen wirkten gezügelt. In den Altären seien lebhafte, architektonische Elemente gemieden. Im Hochaltar biete das architektonische Gerüst den Rückhalt für die lebhaft bewegten Figuren.

### Wände und Decke
Im Inneren verteilt sich der Stuck des Francesco Pozzi harmonisch um Fenster und Architekturstücke, auf freie Flächen und besonders um die Deckengemälde von Franz Joseph Spiegler. Bagnato, Pozzi und Spiegler hatten schon 1734 bis 1739 bei der Erbauung der Schlosskirche Mainau, die wie die ganze Insel dem Deutschen Orden gehörte, zusammengearbeitet. Die Langhauskuppel zeigt Mariä Aufnahme in den Himmel, die Eckbilder zeigen vorn (chorwärts) links die Verkündigung des Herrn, vorn rechts den Besuch Marias bei ihrer Verwandten Elisabet (Lk 1,39-40 ), hinten (westeingangswärts) rechts die Geburt Jesu, hinten links die Darstellung Jesu im Tempel (Lk 2,22 ).
Das Gemälde in der Chorkuppel zeigt die Heiligste Dreifaltigkeit umgeben von musizierenden Engeln, das Gemälde an der Stirnwand des Chors über dem Hauptaltar das Lamm, Symbol Jesu, auf dem apokalyptischen Buch mit den sieben Siegeln (Offb 5,1 ), umgeben von den „vierundzwanzig Ältesten“ (Offb 4,4 ). Dasselbe Bildprogramm hatte Spiegler in der Schlosskirche Mainau gestaltet.

Deckenbilder
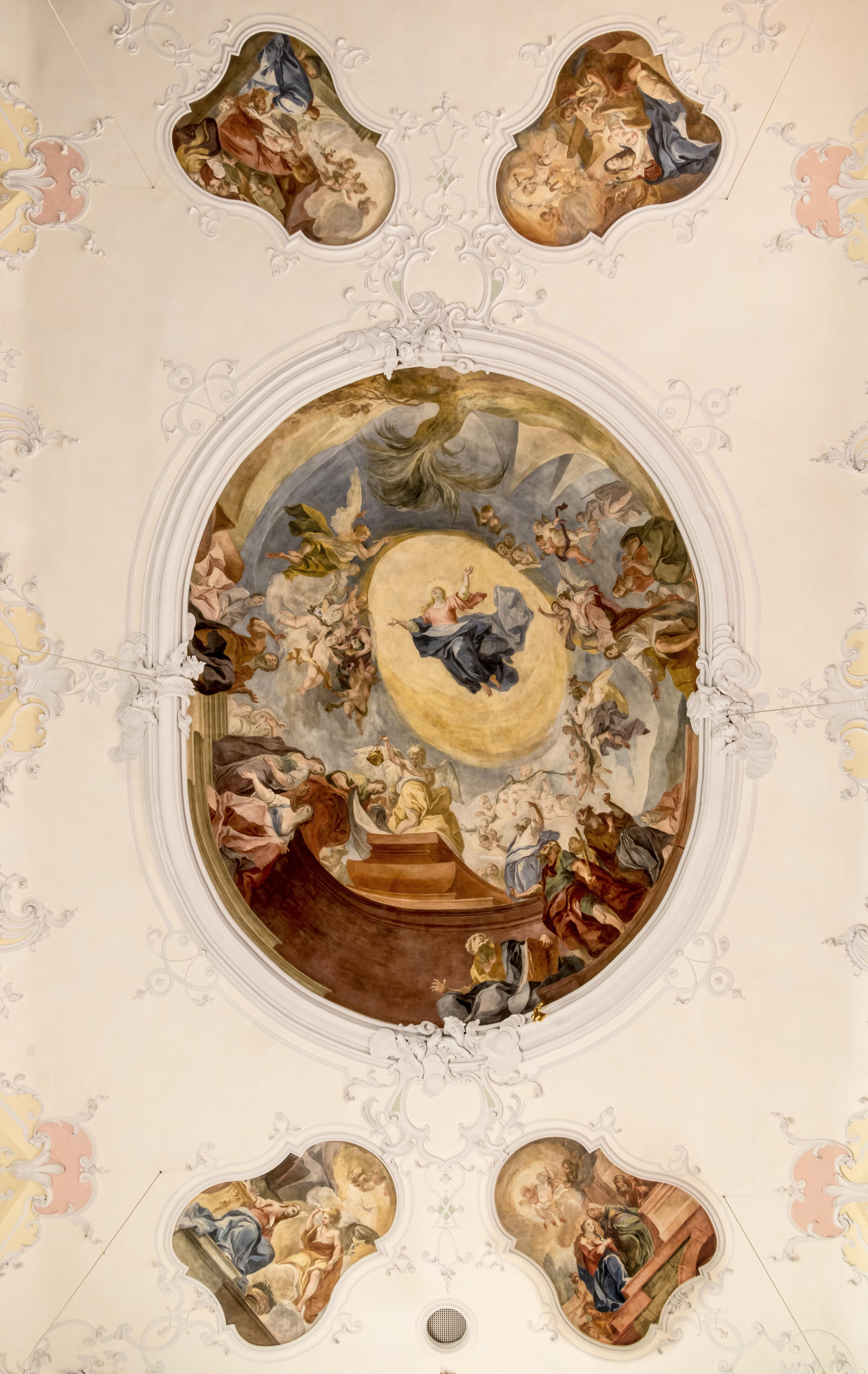
Langhauskuppel, die Richtung chorwärts im Bild unten
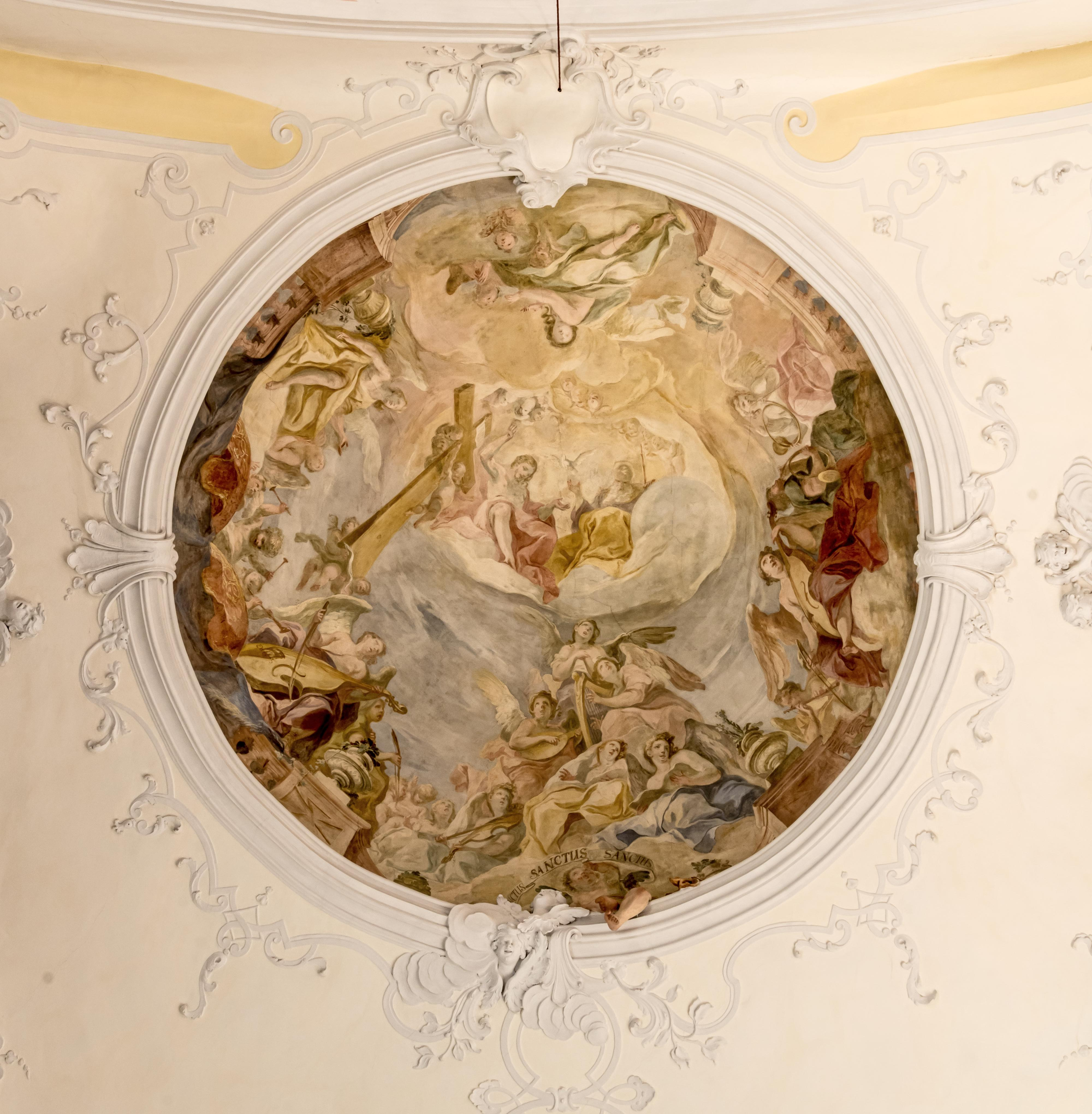
Chorkuppel, der Sanctus-Engel am unteren Rand
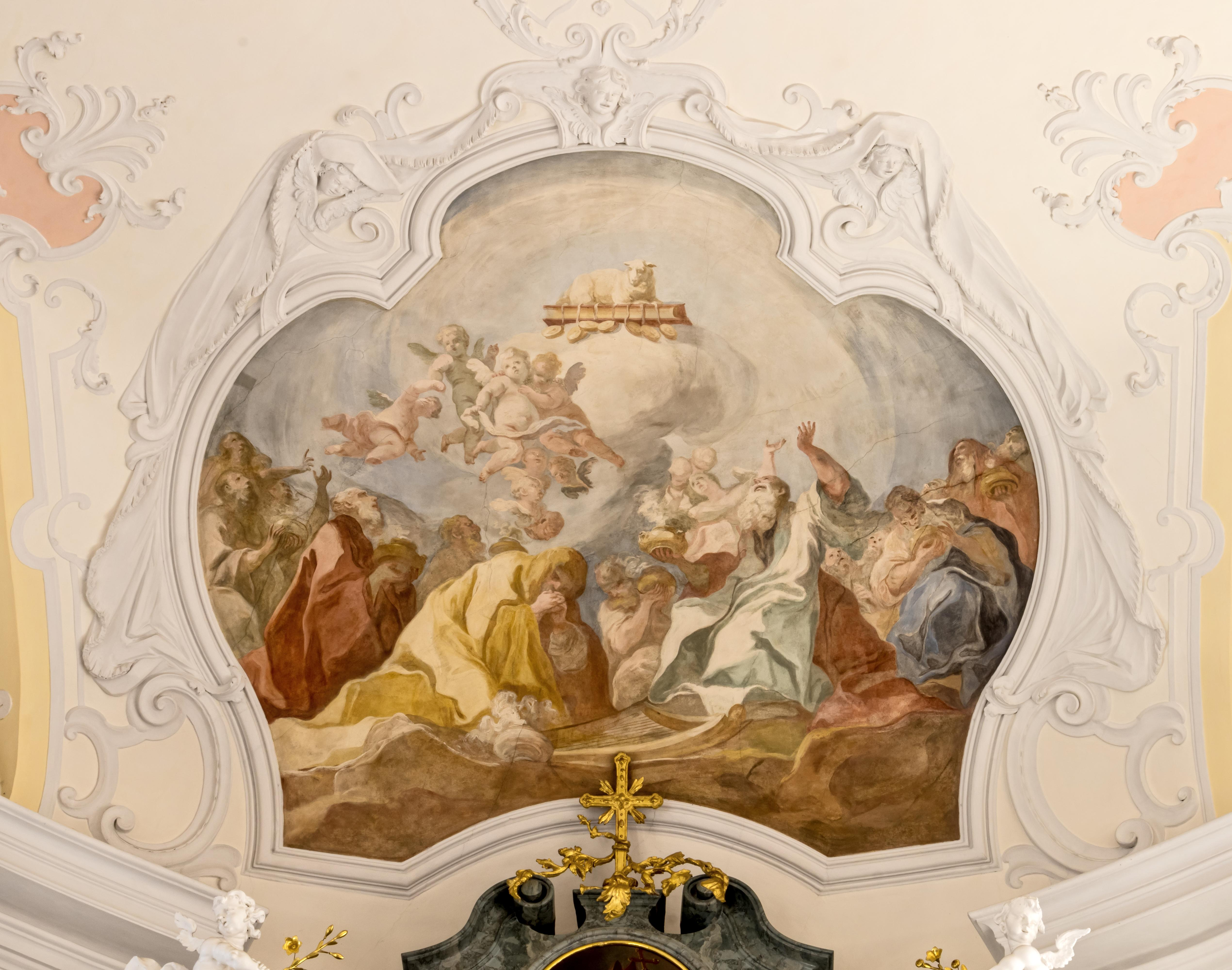
Stirnwand des Chors
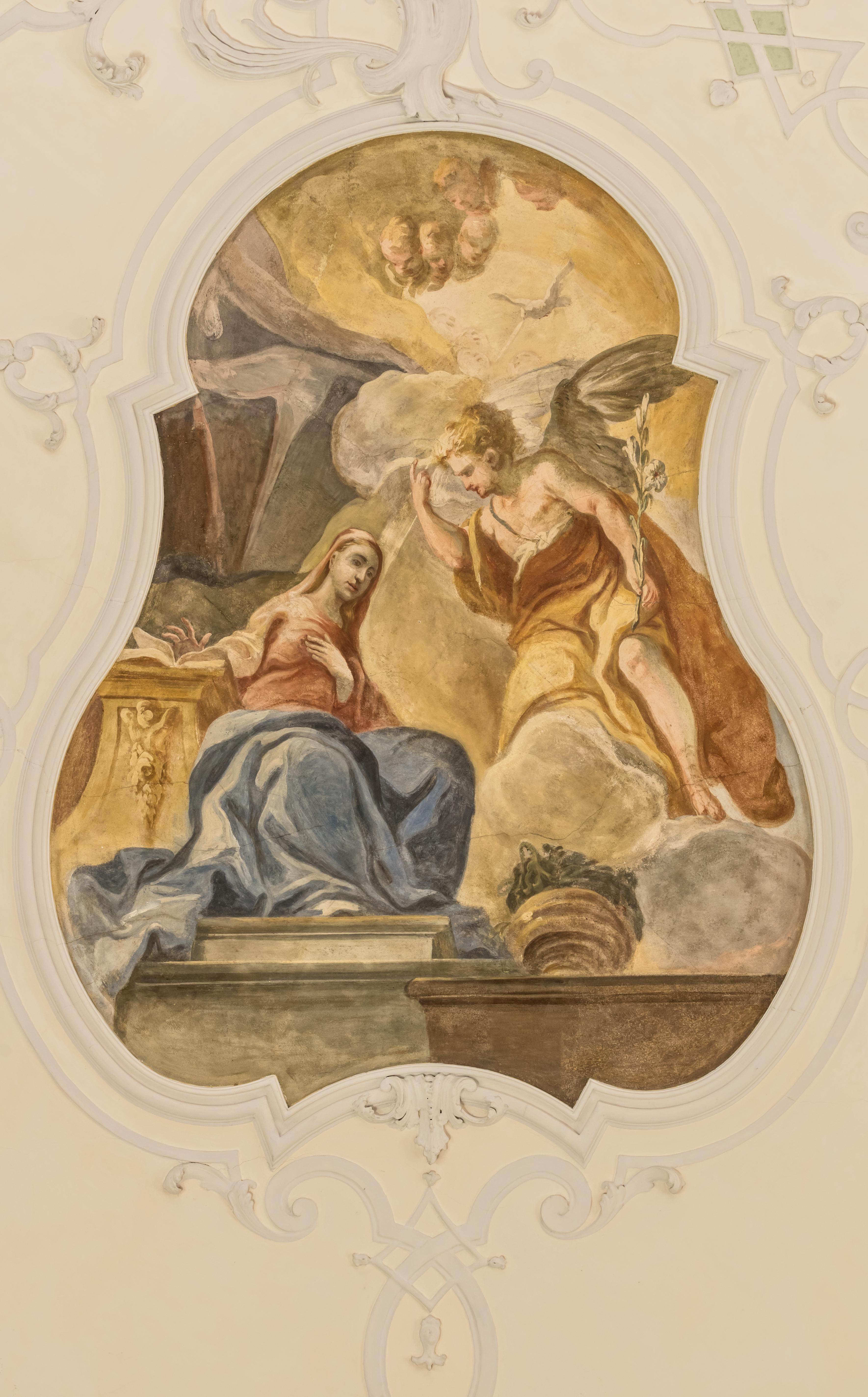
Verkündigung an Maria, chorwärts linkes Eckbild der Langhausdecke
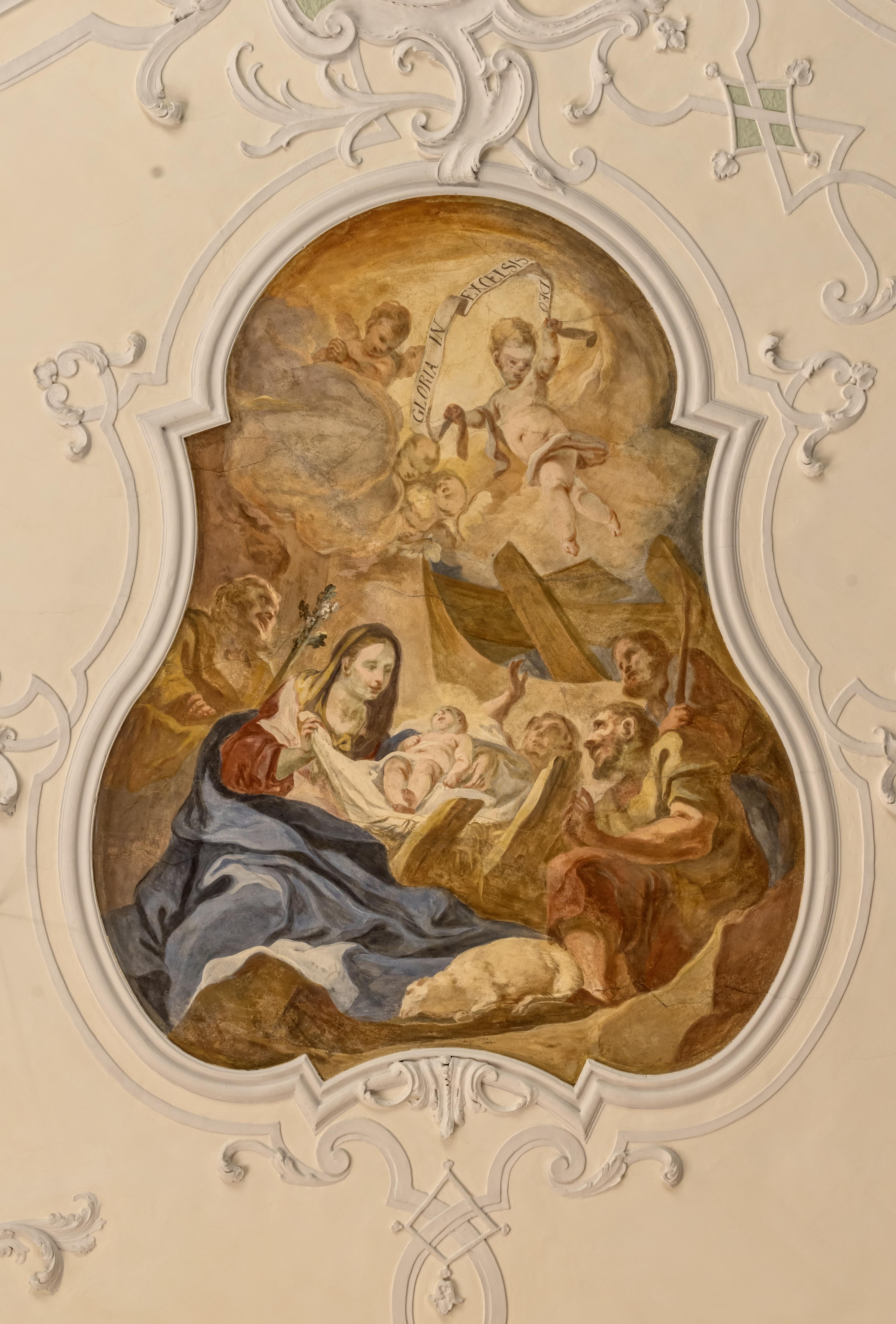
Geburt Jesu, westeingangswärts rechtes Eckbild der Langhausdecke

Ein für das späte Barock typisches Detail ist der Engel am östlichen Rand des Dreifaltigkeitsbildes, der von einem Schriftband „SANCTUS SANCTUS SANCTUS“ umschlungen ist. Er sitzt auf dem Stuckrahmen, der Körper von Spiegler gemalt, das linke Bein von Pozzi in Stuck geformt, in den Raum vorspringend. „Maler und Stuckator arbeiteten Hand in Hand und ermöglichten so, von der illusionistisch-zweidimensionalen Darstellung zur (be)greifbaren Dreidimensionalität überzugehen.“

### Altäre
Den Stuck der Altäre schuf Joseph Anton Feuchtmayer, die Altarblätter wieder Franz Joseph Spiegler. Auch Feuchtmayer hatte mit Bagnato auf der Mainau gearbeitet, mit Spiegler zudem im Kloster St. Peter auf dem Schwarzwald. Zehn Briefe Spieglers an die Freiburger Deutschordenskommende haben sich erhalten. Darin wird auch Feuchtmayer erwähnt. Einer der Briefe begleitete Spieglers Entwürde für die drei – sämtlich signierten – Hauptblätter:

„Hochwohl Edl. gestreng hochgeEhrtester Herr und Patron
Den 9. dis ist der wein von Martin föhrenbach von Eyßenbach guett, gerecht, ohne allen Schaden und mündesten fehler mir zur Handen gelifferet worden! der wein ist unvergl. guett sage dan den gezimment und högst schuldigsten dankh vor so große mir erwißenen guett tathen und sonderl. Dienstgefälligheit.
<...>anbey haben diselbe zue Empfang meiner aufgesezte Gedanken zu denen altar bläther nacher Mördingen
No 1: Chor altar blath: wie der hayl. Erzbischof zue Rems den König Clodofeum taufet. seine Königin Clodildis hab mit fleiß ausgelaßen, wan man aber diselbe bey gestelt haben will, so erwarthe bricht. No 2: bruederschaft altar des hayl. Rossen Cranzes ist unter andern zue ersehen wie das die hayl. Catharina eine Person leheret den hayl. Rossen Cranz oder den ganzen Psalter zue betten. No. 3: den hayl. Fridolinum mit dem todten Ursonem und seinem vor gericht stehenten bruder Landolfum.
beliebe also aus allen auszuesezen was nit anständig und angenehm sein mechte, welche dan mit zue Rükh kommenten Fisierung zue vernehmen schriftl. erwarthe.
Riedlingen 12. März 1740 Schuldigergebenstder Franc. Jos. Spiegler“

Altäre
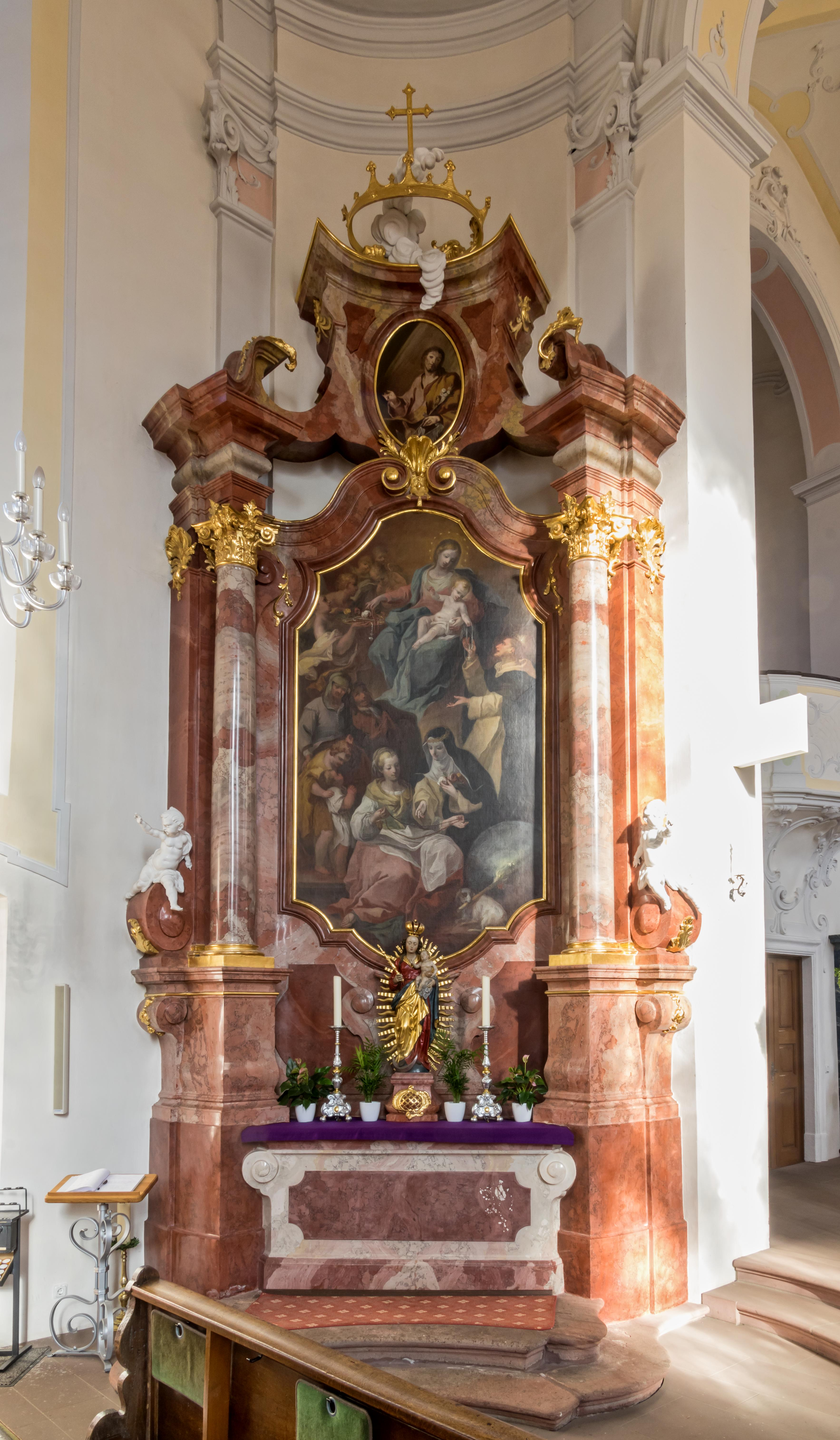
Linker Seitenaltar
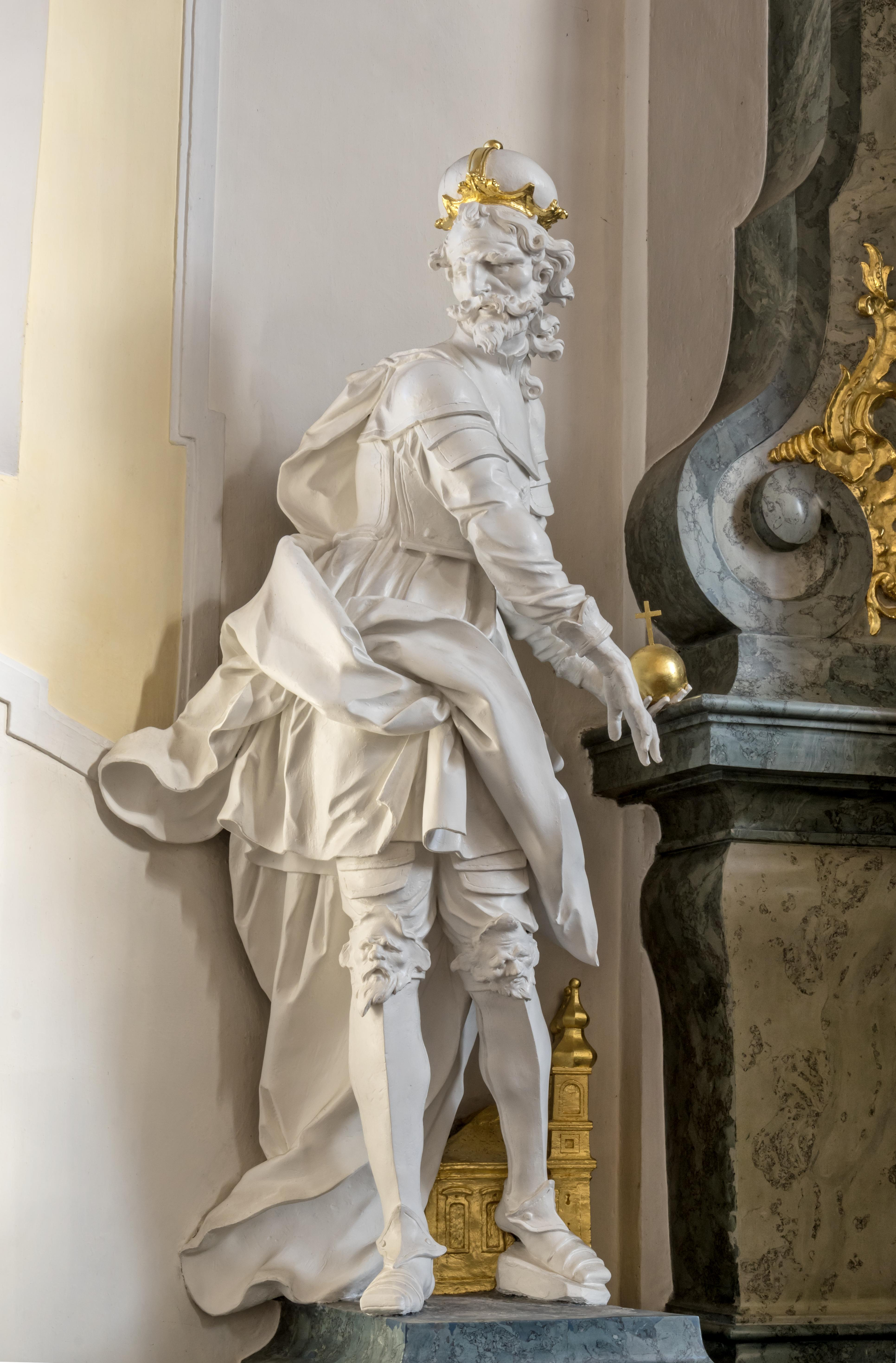
Kaiser Heinrich
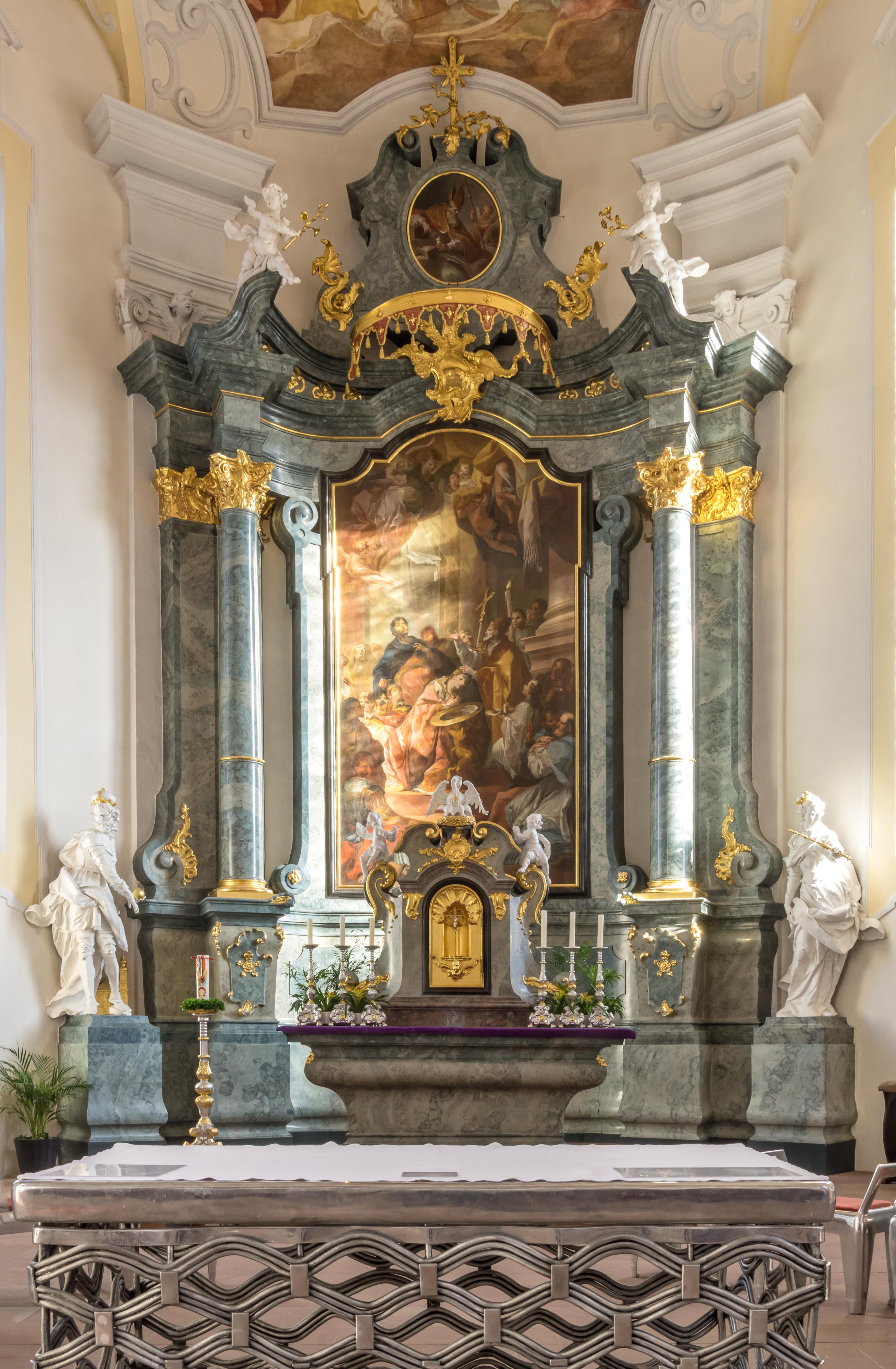
Hauptaltar
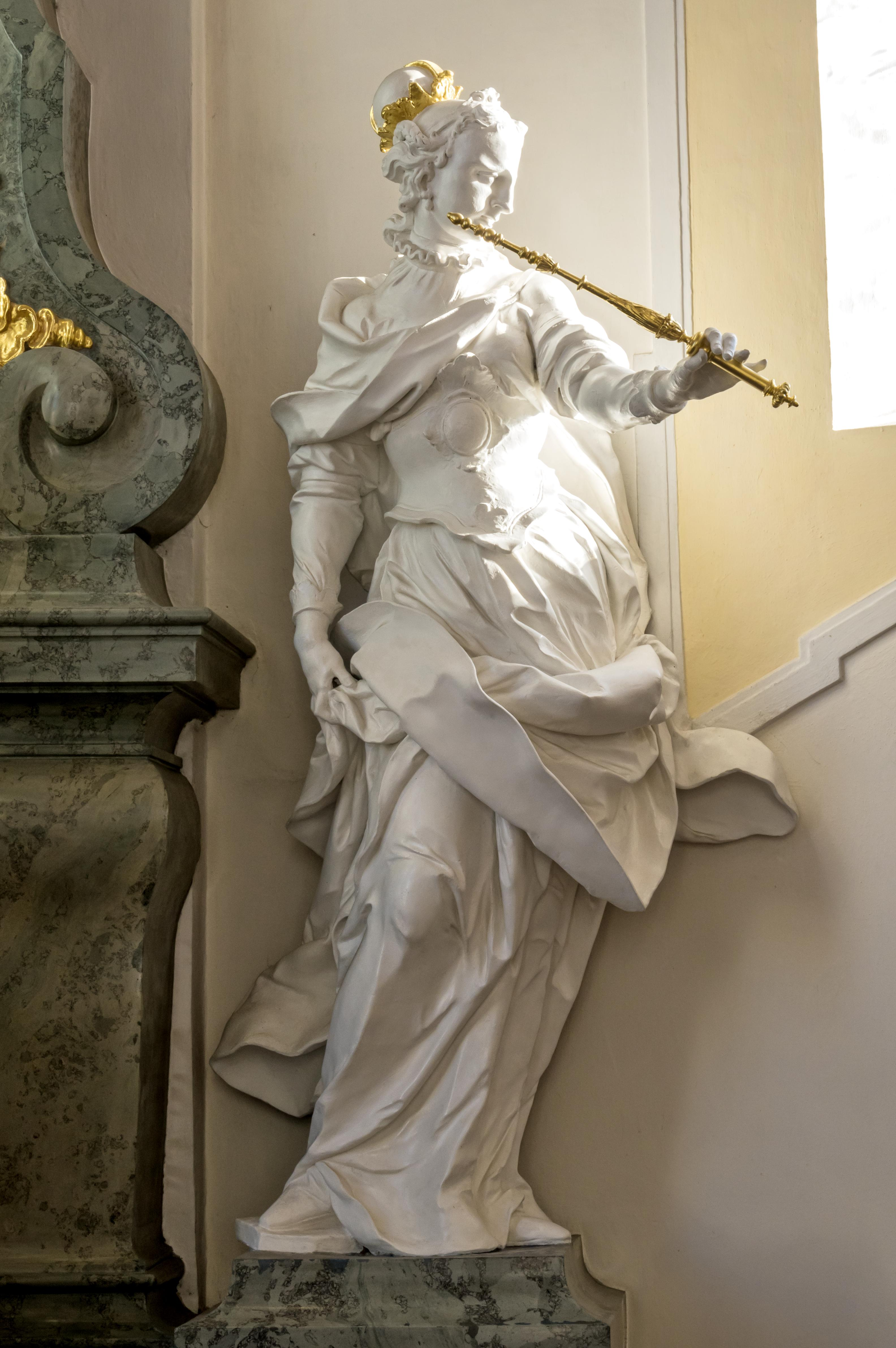
Kaiserin Kunigunde
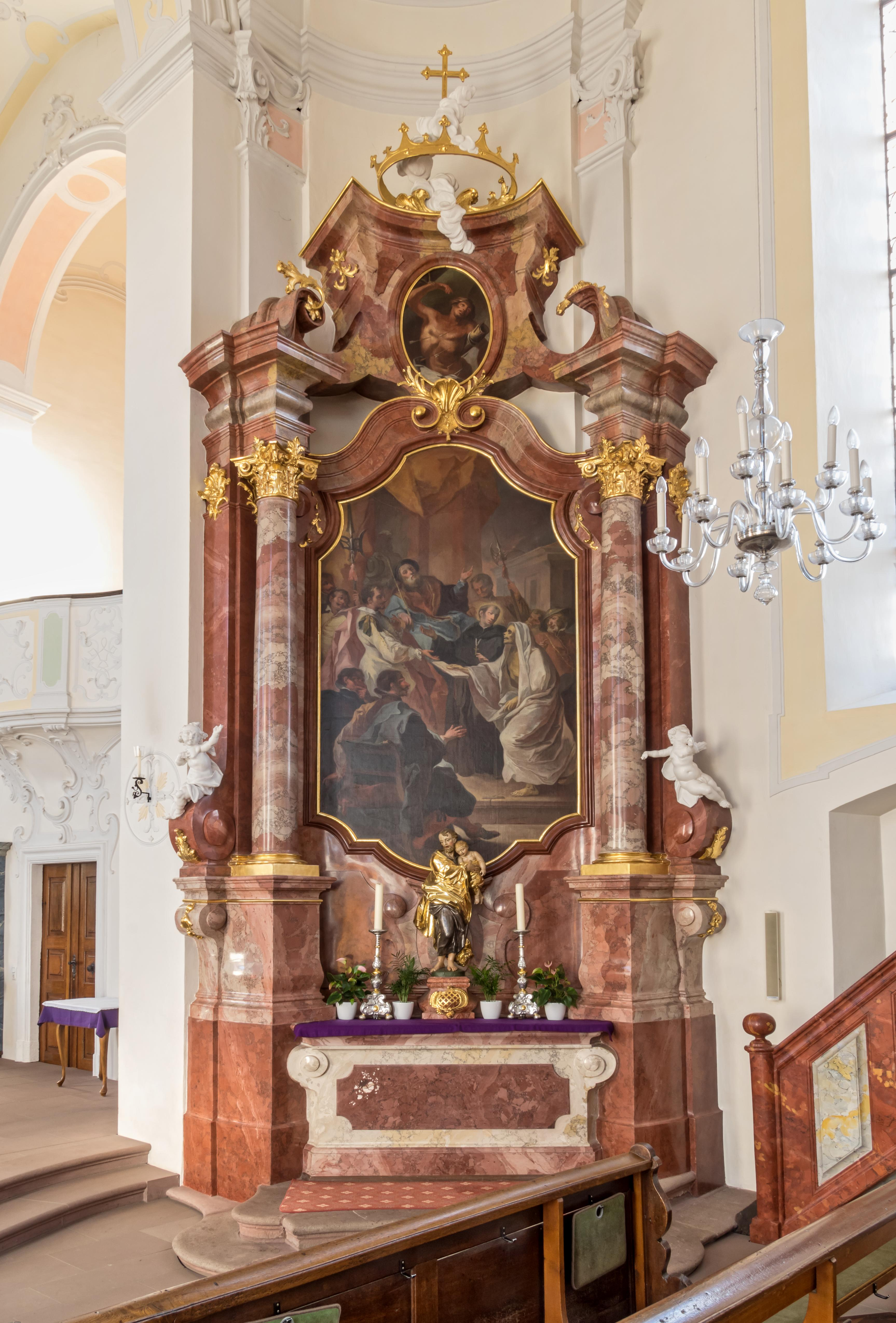
Rechter Seitenaltar

Der Hochaltar ist sehr breit. Säulen und Gebälk sind in leuchtend blauem Stuckmarmor gehalten. Vier Putten balancieren auf Voluten. Auf Podesten stehen neben dem Altar links der heilige Kaiser Heinrich II., rechts seine Gattin, die heilige Kunigunde. Beide sind wie auch die vier Putten (und die Putten der Seitenaltäre) seit der letzten Restaurierung wieder alabasterweiß, während das Kaiserpaar zuvor blau und die Putten rosa gefärbt waren, so zu sehen bei Gubler und in der 1999er Auflage von Brommers Kirchenführer. Anders als die übrigen Figuren sind die beiden Putten am Tabernakel wie dieser selbst aus Holz geschnitzt. Die maskenhaften Schalksgesichter auf den Kniescheiben der Rüstung Heinrichs sind Ausdruck von Feuchtmayers spielerischer Phantasie und seinem Humor. In Einzelheiten tauchen Formen des beginnenden Rokoko auf, so wenn die Säulenbasen plötzlich in kleine Voluten von schlingerndem Umriss übergehen und die Kanten der Postamente darunter ornamental erweicht sind, so in der Kartusche über dem Hauptgemälde, wo golden die Rocaille erscheint. Hier, wo Feuchtmayer dazu übergeht, „nicht nur tektonische Linien zu biegen und zu schweifen und von der Volute den vielseitigsten Gebrauch zu machen, sondern diesen Formen ein organisches Leben anzudichten, eröffnen sich seiner Phantasie ungeahnte Möglichkeiten der Gestaltung.“
Das Hauptbild des Hochaltars inszeniert, wie vom Maler in seinem Brief erläutert, die Taufe des Merowinger-Königs Chlodwig I. durch den Patron der Merdinger Kirche, den heiligen Bischof Remigius, in Reims um das Jahr 500. Alle Helligkeit strahlt mit der Flugrichtung der Taube des Heiligen Geistes von links oben nach rechts unten. Der Raum zwischen der irdischen Taufgruppe und der himmlischen Engelgruppe mit ihrem Vorhang ist nur von flutendem Licht und diffusen Säulenbündeln durchzogen. „Die Kraft zur Gestaltung einer solchen, dem ‚horror vacui‘ trotzenden unerfüllten Stelle zeigt exemplarisch die <...> Souveränität des <...> Malers.“ Das Oberbild präsentiert noch einmal Remigius.

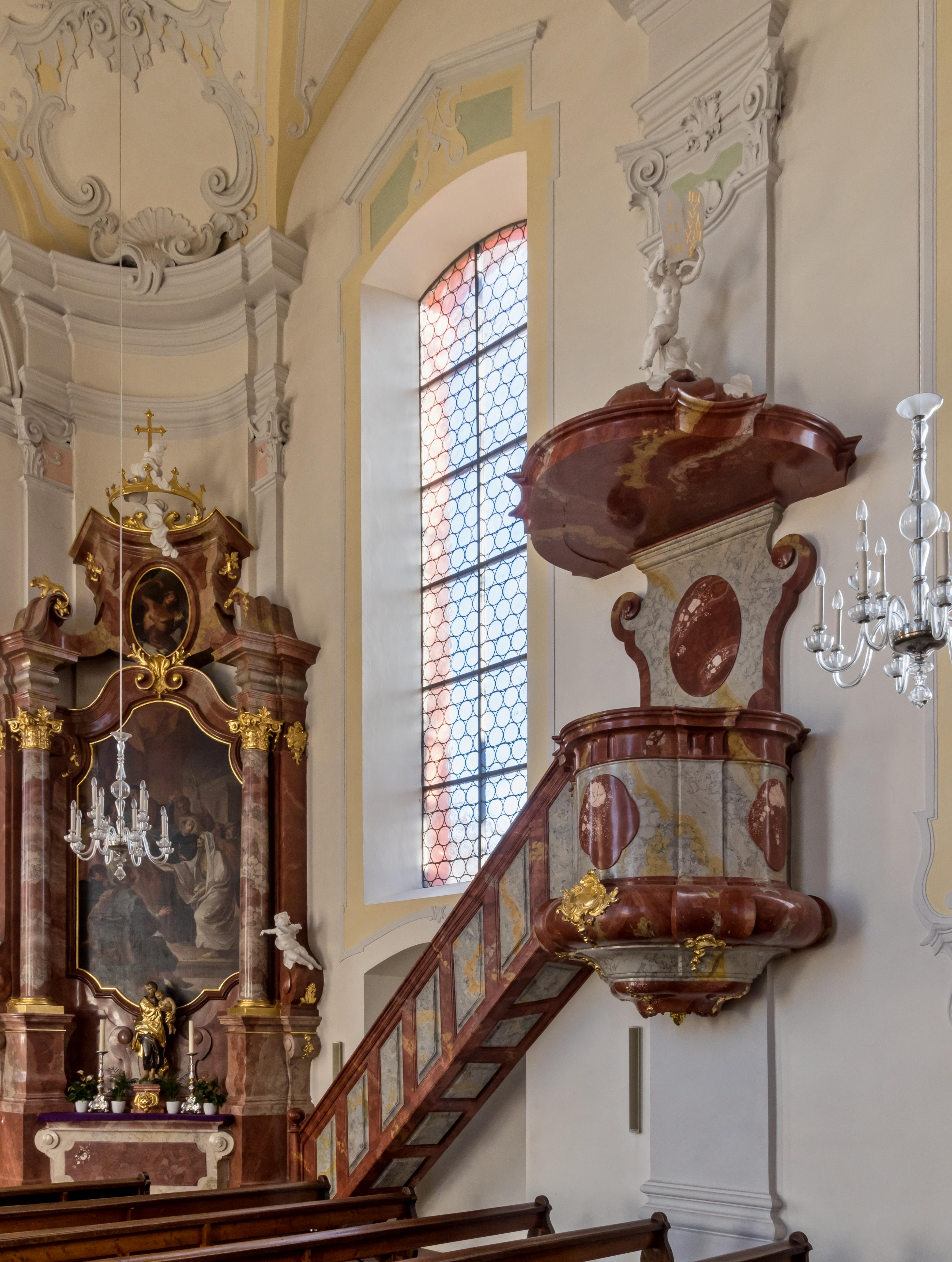
Rechter Seitenaltar und Kanzel; Ausmuldung der Langhausecke

Die Seitenaltäre sind schlichter und in rotem Stuckmarmor gehalten. Das Hauptbild des linken, des Altars der Rosenkranzbruderschaft, zeigt die Spende des Rosenkranzes durch Maria an den heiligen Dominikus und die heilige Katharina von Siena. Dominikus am rechten Bildrand nimmt aus der Hand des Jesuskindes einen weißen Rosenkranz entgegen. Unter ihm trägt ein Hund eine brennende Fackel im Maul – Attribut des Heiligen. Katharina mit einem Dornenkranz, den sie sich von Christus statt einer goldenen Krone erbat, erklärt, wie wiederum vom Maler erläutert, einer Beterin den Rosenkranz, den diese schon in Händen hält. Die sternenbekränzte Maria ergreift mit der rechten Hand von einer Schale, die ein Engel hält, einen weiteren Rosenkranz. Das Oberbild, der heilige Joseph, ist ein Werk des 19. Jahrhunderts.
Das Hauptbild des rechten Seitenaltars zeigt eine Legende aus dem Leben des heiligen Fridolin von Säckingen: Fridolin erweckt den toten Ursus (oder Urso) wieder zum Leben, damit er eine Landschenkung bezeuge, die Ursus’ Bruder Landolf bestritten hatte. Mittelpunkt des Bildes ist das Dokument, das das Skelett dem weiß gekleideten Landolf reicht. Dazwischen steht Fridolin in einer Mönchskutte mit hellem Schein um den Kopf, darüber thront, seinen Stab in der Hand, der alte Richter. Das Oberbild zeigt den heiligen Sebastian.
Auf dem linken Seitenaltar steht eine Immaculata von Joseph Dettlinger, auf dem rechten Seitenaltar ein heiliger Joseph, ebenfalls aus dem 20. Jahrhundert und im Stil Feuchtmayers geschnitzt.

### Orgel

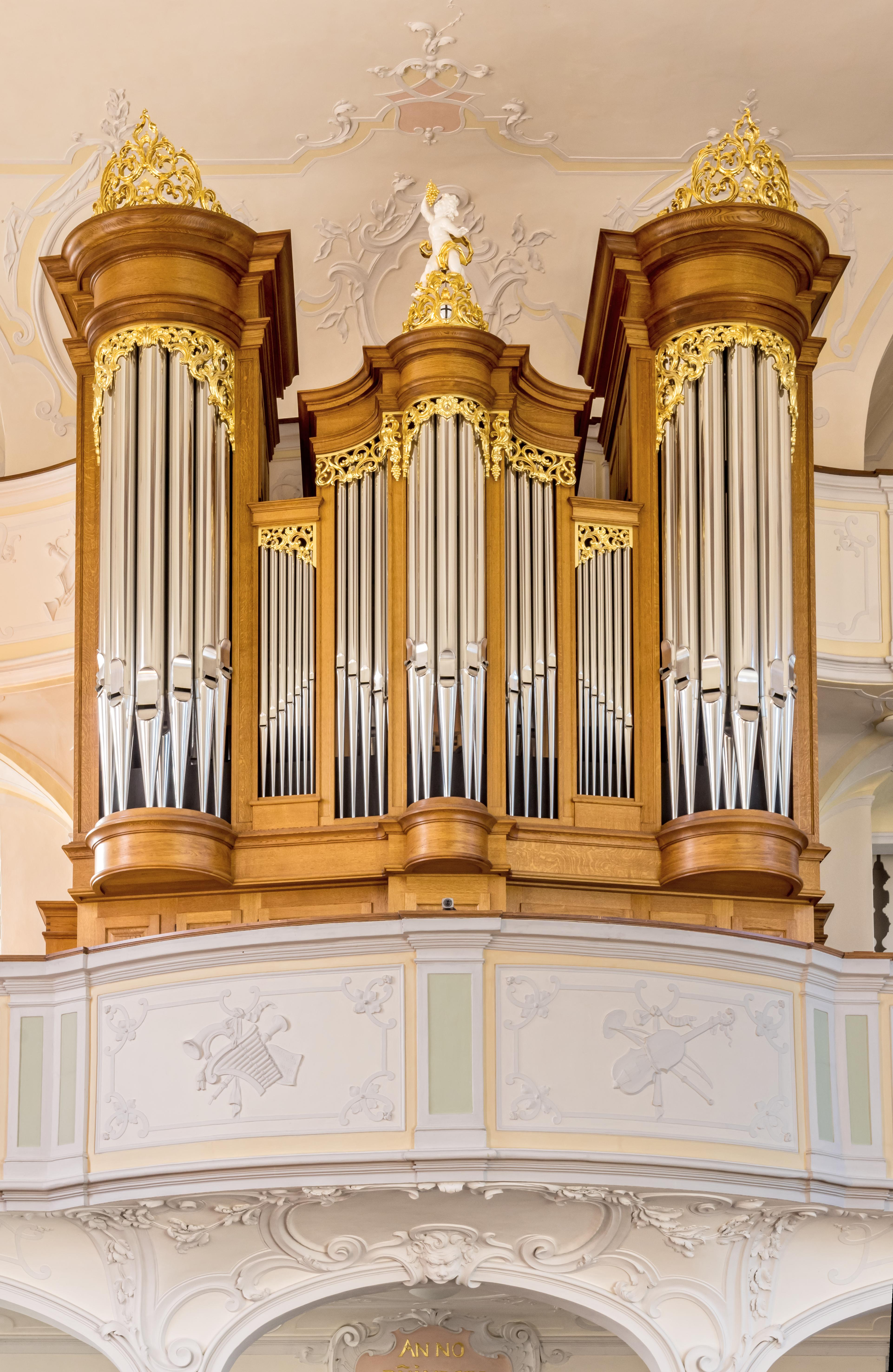
Orgel St. Remigius

Nachdem es in St. Remigius schon mehrere Orgeln gegeben hatte, erhielt die Kirche 2007 ein neues Instrument der Firma Waldkircher Orgelbau Jäger & Brommer mit 30 Registern auf drei Manualen und Pedal. Der zwei Emporen wegen war die Konstruktion schwierig. Auf dem Hauptgehäuse sitzt ein „Traubenschlecker“-Putto im Stil des Rokoko, geschnitzt vom Waldkircher Bildhauer Klaus-Dieter Kienzler. „Auch die in das hölzerne Notenpult über dem Spieltisch geschnitzten Trauben erinnern daran, dass sich die Orgel in einer Winzergemeinde befindet.“ Die Orgel ersetzt ein Instrument von Friedrich Wilhelm Schwarz, welches von Otto Mönch 1957 umgebaut wurde.
| I Hauptwerk C–a3 |                  |        |
| 1.               | Bourdon          | 16′    |
| 2.               | Montre           | 8′     |
| 3.               | Bourdon          | 8′     |
| 4.               | Prestant         | 4′     |
| 5.               | Flûte            | 4′     |
| 6.               | Nazard           | 2 ⁄3′  |
| 7.               | Doublette        | 2′     |
| 8.               | Tierce           | 1 3⁄5′ |
| 9.               | Sifflet          | 1′     |
| 10.              | Cornett V        |        |
| 11.              | Fourniture IV-VI | 2′     |
| 12.              | Trompette        | 8′     |

| II Schwellwerk C–a3 |                      |        |
| 13.                 | Rohrflöte            | 8′     |
| 14.                 | Salicional           | 8′     |
| 15.                 | Prestant             | 4′     |
| 16.                 | Flûte                | 4′     |
| 17.                 | Flageolet            | 2′     |
| 18.                 | Nazard               | 2 ⁄3′  |
| 19.                 | Tierce               | 1 3⁄5′ |
| 20.                 | Plein jeu            | 2′     |
| 21.                 | Trompette Harmonique | 8′     |
| 22.                 | Basson Hautbois      | 8′     |

| III Récit (Solowerk) C–a3 |           |    |
| 23.                       | Gedackt   | 8′ |
| 24.                       | Cornet IV |    |
| 25.                       | Cromorne  | 8′ |

| Pedalwerk C–f1 |           |     |
| 26.            | Subbaß    | 16′ |
| 27.            | Octavbaß  | 8′  |
| 28.            | Prestant  | 4′  |
| 29.            | Bombarde  | 16′ |
| 30.            | Trompette | 8′  |

- Koppeln: (Fußtritte) I/II (auch als Suboktavkoppel), I/P, II/P (auch als Superoktavkoppel)
- Effektregister: Zymbelstern, Nachtigall

### Glocken
Das fünfstimmige Geläut der Merdinger Kirche besteht aus zwei Barockglocken, einer Glocke aus dem 19. Jahrhundert und zwei in den 1980er Jahren gegossenen Glocken, die in einem barocken Glockenstuhl hängen. Alle Glocken sind aus Bronze gefertigt. Die Glocken dienen auch zum Anzeigen der Uhrzeit: die drei kleineren Glocken übernehmen den Viertelstundenschlag, die größte Glocke den Stundenschlag.
| Nr. | Gießer                     | Jahr | Ø (mm) | kg  | Schlagton |
| --- | -------------------------- | ---- | ------ | --- | --------- |
| 1   | Karlsruher Glockengießerei | 1984 | 1102   | 766 | f'+2      |
| 2   | Johann G. Gapp, Freiburg   | 1722 | 1000   | 560 | g'+8      |
| 3   | Hans H. Weidnauer, Basel   | 1722 | 825    | 400 | as'+7     |
| 4   | Karlsruher Glockengießerei | 1984 | 838    | 340 | b'+7      |
| 5   | Gebruider Bayer, Freiburg  | 1824 | 660    | 170 | des‘’+9   |

### Sonstiges
Die Kanzel schuf Feuchtmayer wie die Seitenaltäre aus rotem Stuckmarmor. Ihre ursprünglich geschwungene Treppe wurde 1910 begradigt. Die vierzehn Kreuzweg-Stationen, „erlesene spätbarock-klassizistische Bilder“, malte 1780 Simon Göser, die Rahmen schnitzte Matthias Faller.

Kreuzweg
Erste bis siebte Station
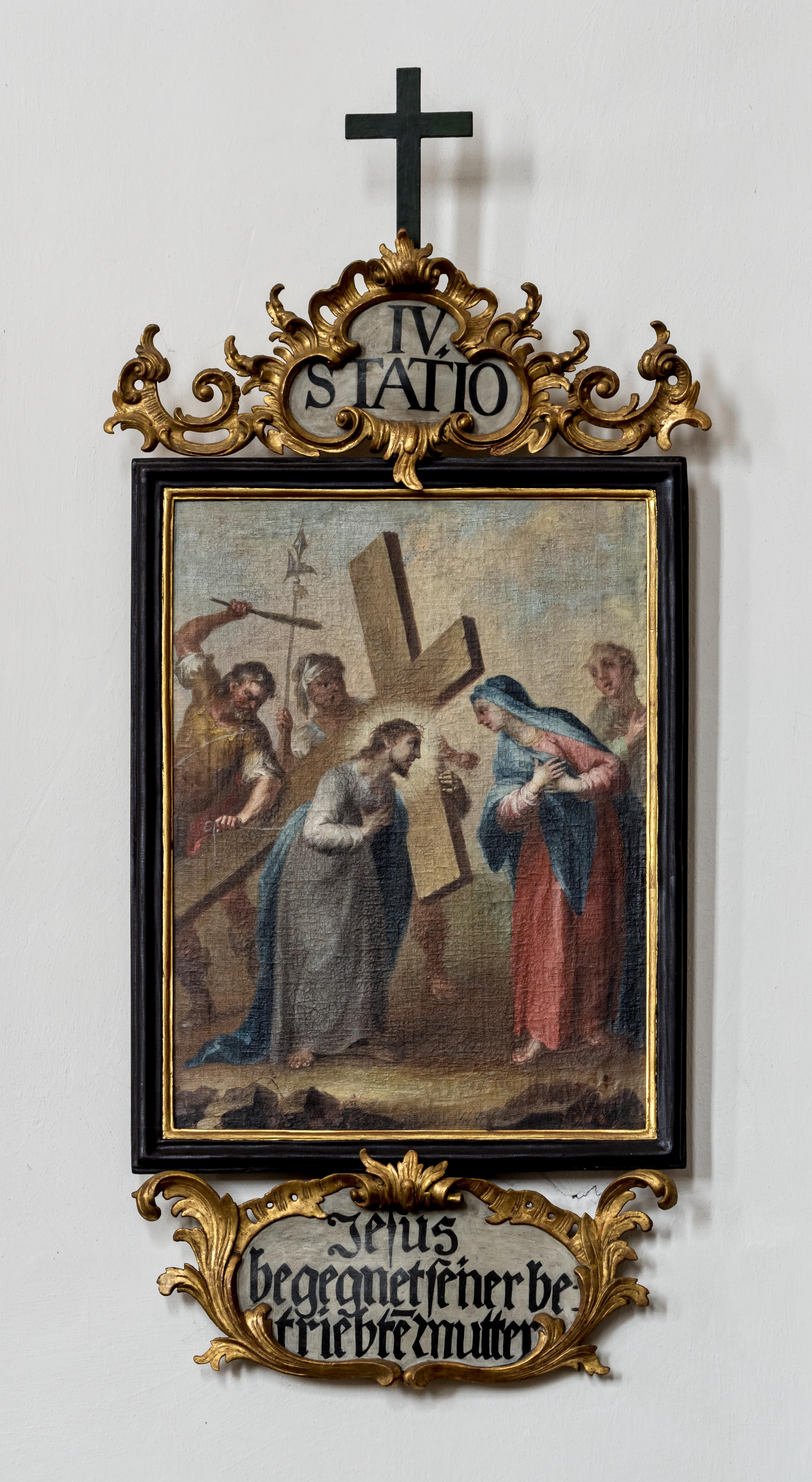
Vierte Station: „Jesus begegnet seiner betriebten mutter“
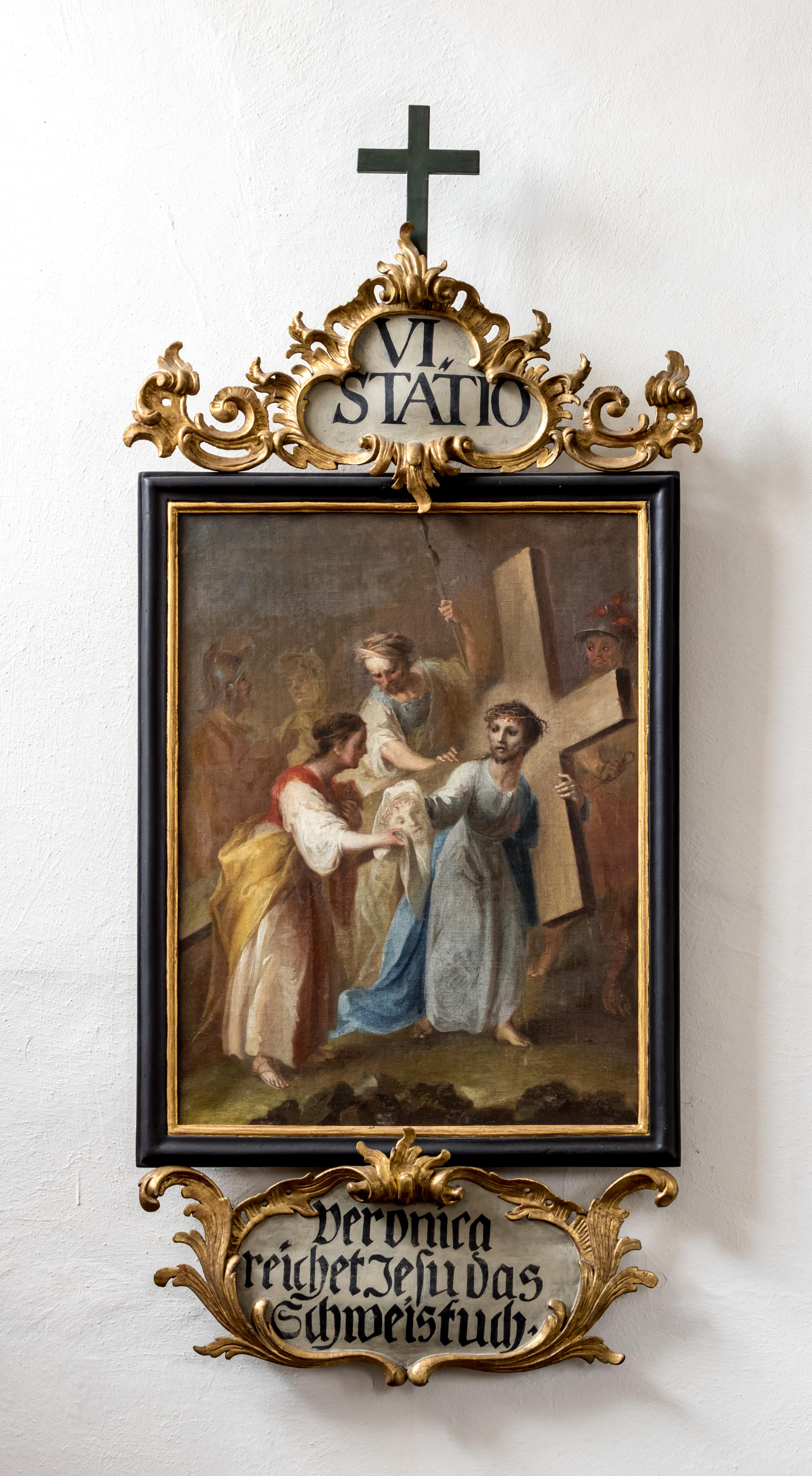
Sechste Station: „Veronica reichet Jesu das Schweistuch“
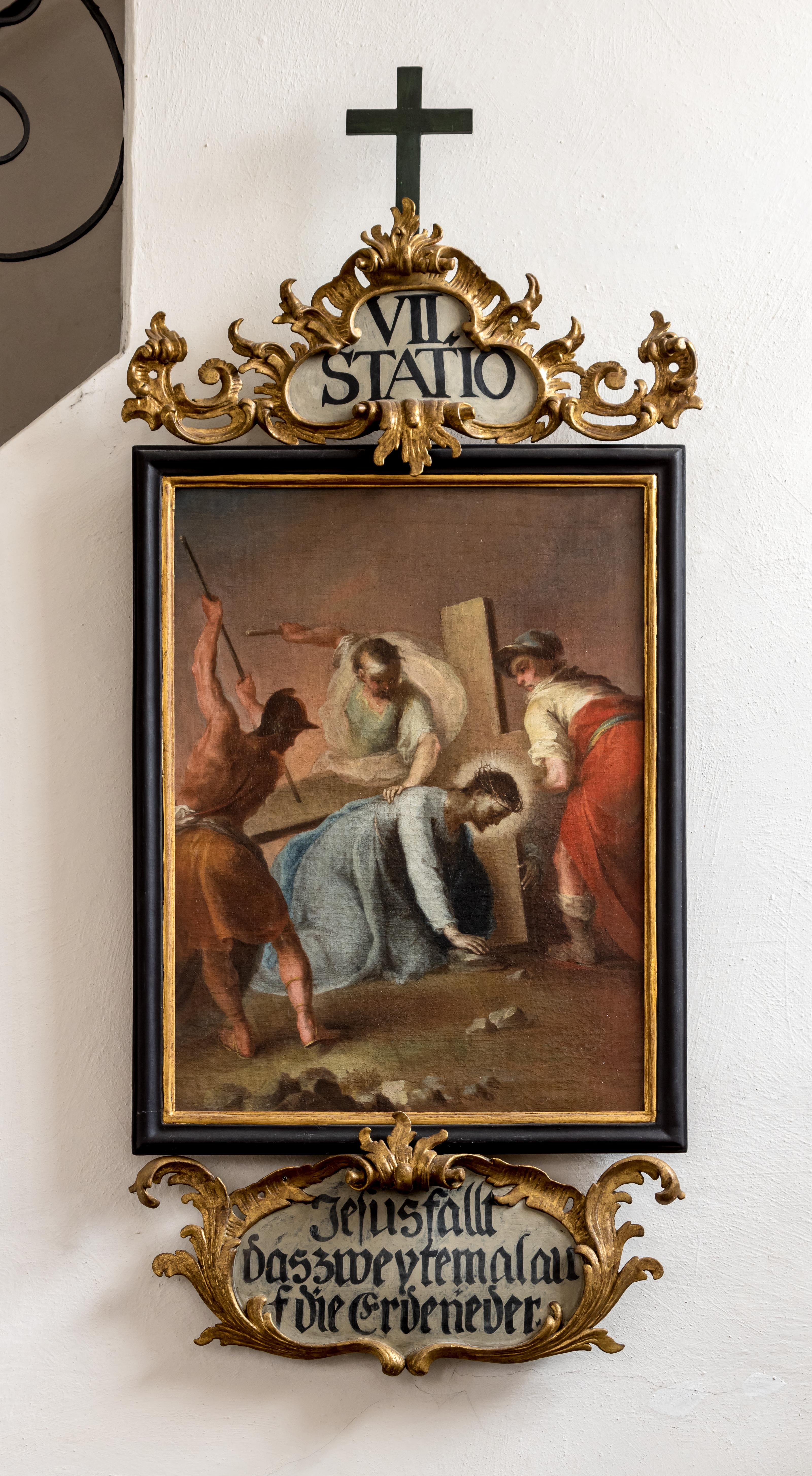
Achte Station: „Jesus fällt das zweyte mal auf die Erde nieder“
Achte bis vierzehnte Station

In einer Nische der Nordwand steht eine „Siebenschmerzensmutter“ aus dem Vorgängerbau der jetzigen Kirche. Eine Prozessions-Tragefigur des heiligen Remigius schnitzte Johann Baptist Sellinger.

## Würdigung
Das Dehio-Handbuch findet „Architektur und Ausstattung von hoher Qualität“, die „Landeskunde entdecken“-Internetseite „prachtvoll“. Für „Kunstwanderungen in Baden“ ist die Kirche „im Inneren von wohltuender Wirkung“. Sie sei Bagnatos „bestausgeführter Kirchenbau“. Bagnato besitze ein erstaunliches Gefühl für modellierte Baukörper. „Nur, wer sich den Geist des Barock bewusst macht, wird verstehen, warum die Verantwortlichen überragende Meister aus Oberschwaben und dem Bodenseegebiet herbeigeholt haben, um in dem Rebdorf am Tuniberg einen Barockbau schaffen zu lassen, der unter den Landkirchen des Breisgaus hervorragt. <...> Dass sich so ausgezeichnete Künstler wie F. Pozzi, F. J. Spiegler, J. A. Feuchtmayer, J. Ch. Wentzinger und S. Göser zum Werk hinzugesellten, würde allein schon genügen, um den besonderen Rang der Merdinger Barockkirche zu unterstreichen.“ Kurz, St. Remigius in Merdingen ist „das Barockjuwel am Tuniberg“.

## Pfarrhaus

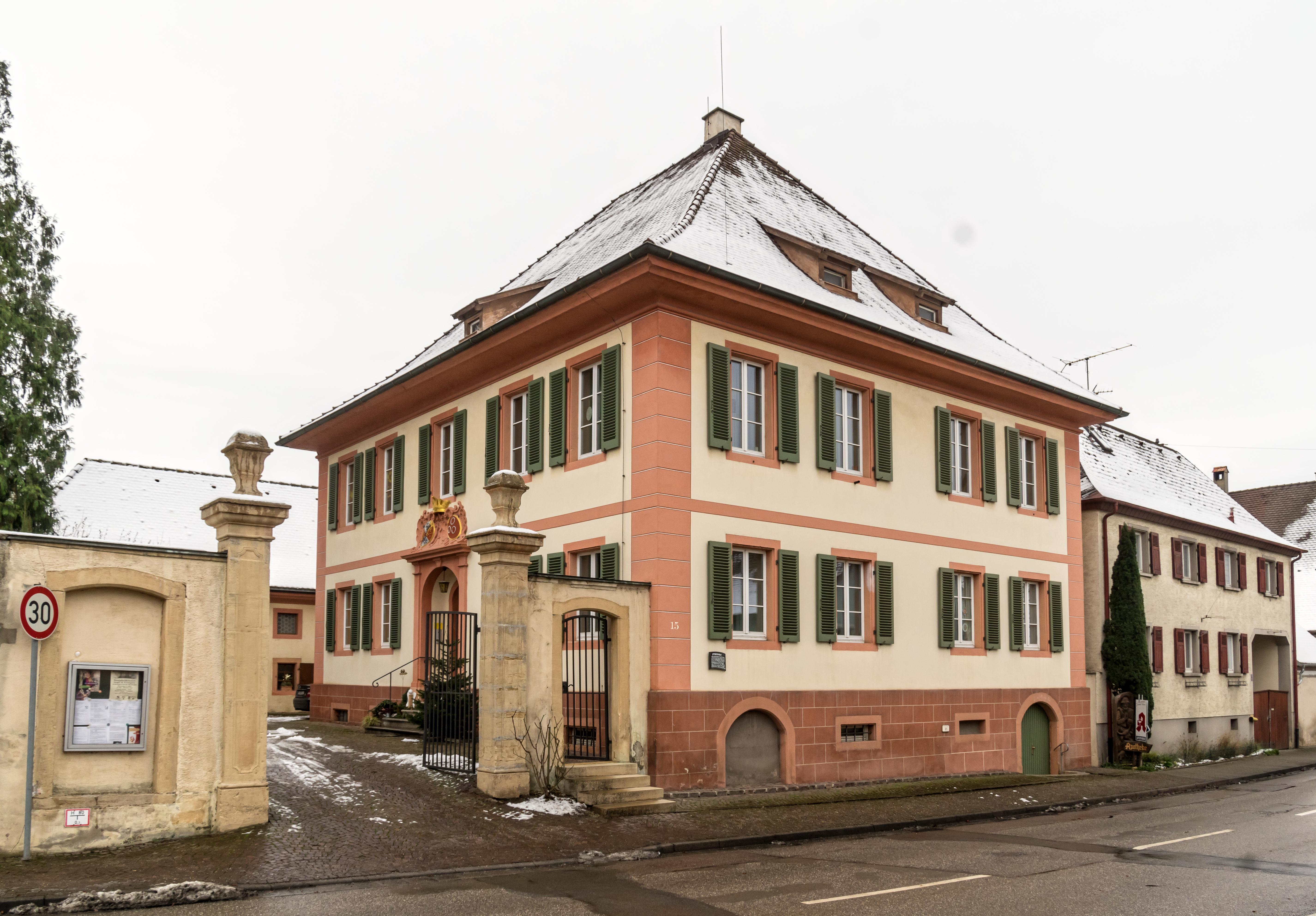
Pfarrhaus

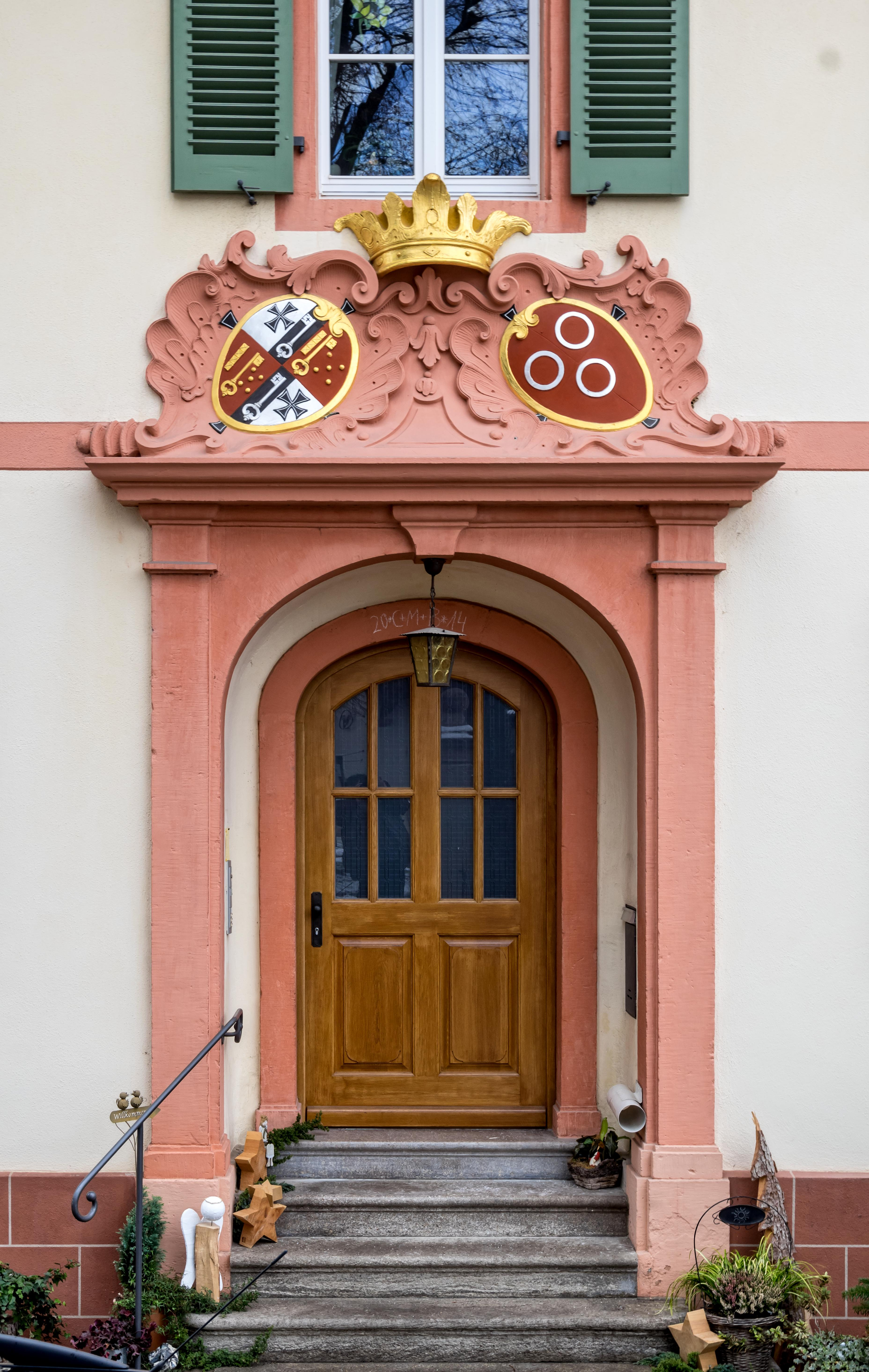
Portal zum Pfarrhaus

Über einem Keller erheben sich zwei Geschosse mit straßenseitig vier, hofseitig fünf hohen Fenstern, aufgemalten Ecklisenen und einem Walmdach. Im Untergeschoss wohnte (und wohnt) der Pfarrer, das Obergeschoss enthielt Besucherzimmer und einen Versammlungsraum der Deutschherren. Das Portal in der Mitte der Breitseite ist reich gestaltet, von Pilastern flankiert, mit zwei Wappen darüber, Laubwerk, Muschelwerk und einer Phantasiekrone. Das heraldisch rechte, also vom Betrachter aus linke Wappen ist das des commendator provincialis oder Landkomturs der Ballei Elsass-Burgund Philipp Joseph Anton Eusebius von Froberg († 1757), das heraldisch linke, also vom Betrachter aus rechte das des Komturs der Freiburger Niederlassung Wilhelm Jacob Eusebius von Breitenlandberg († 1755). Die Komposition wird Johann Baptist Sellinger zugeschrieben. Zum Haupt- kommen Wirtschaftsgebäude.